# المعهد الفرنسي في القدس
المعهد الفرنسي في القدس، هو مؤسسة من الشبكة العالمية للمعاهد الفرنسية والمسؤول عن الأراضي الفلسطينية. يقع مقره الرئيسي في مدينة القدس، وله أيضًا فروع في غزة ونابلس ورام الله والخليل وبيت لحم. يعتمد ذلك على القنصلية العامة لفرنسا في القدس.
في عام 2017، أصبح المعهد الثقافي الأجنبي الوحيد الذي يغطي جميع الأراضي الفلسطينية.

## الدور التربوي
الغرض الأساسي من المعهد تقديم دورات تدريبية وامتحانات في اللغة الفرنسية لأوسع جمهور ممكن. تم اعتماد المعهد لتمرير وتقديم العديد من الشهادات الدولية، مثل DELF أو DALF أو TCF.

## النشاطات
يشارك المركز الثقافي الألماني الفرنسي التابع للمعهد في المشهد الثقافي المحلي من خلال إقامة عشرات الفعاليات السنوية، يتم تنفيذ أنشطتها أيضًا عبر الإنترنت، من خلال مشاريع منتظمة لتشجيع الثقافة.
المعهد هو المركز الثقافي الوحيد الناشط في قطاع غزة رغم الحصار ، ويوفر منبرًا ووسيلة تعبير للفنانين والمثقفين الفلسطينيين.

## فروع المعهد

### القدس
لفرنسا وجود قنصلي وثقافي في القدس منذ عام 1843. للمعهد الفرنسي موقعان أحدهما في القدس الشرقية والآخر في القدس الغربية.

### نابلس
تم افتتاح المعهد الفرنسي في نابلس عام 1987 كمركز ثقافي فرنسي في نابلس. يقع المعهد في شارع النجاح القديم في مبنى صمد في وجه زلزال عام 1927. تقرر إغلاق الفرع في عام 2018.

### غزة
يعد المعهد الفرنسي في غزة المؤسسة الثقافية الأجنبية الوحيدة في القطاع، ويحتوي على مساحة للعرض، وصفوف، ومكتبة رقمية، وشرفة وحديقة للنقاشات، وصالة للاحتفالات. يعمل المعهد على تنسيق العديد من المشاريع والأحداث الثقافية في المدينة. تضرر جراء اعتداءين من الجيش الإسرائيلي لم يسفرا عن سقوط ضحايا، في 7 و 12 ديسمبر 2014. قررت الشبكة الدبلوماسية الفرنسية، بالاتفاق مع إدارة المركز الثقافي، إعادة فتح هذه المؤسسة للجمهور في بداية أبريل 2016. تعرض المعهد للقصف من جديد في الثالث من نوفمبر/تشرين الثاني عام 2023 من ضمن سلسلة جرائم الاحتلال الإسرائيلي على القطاع خلال حرب الإبادة.

### رام الله

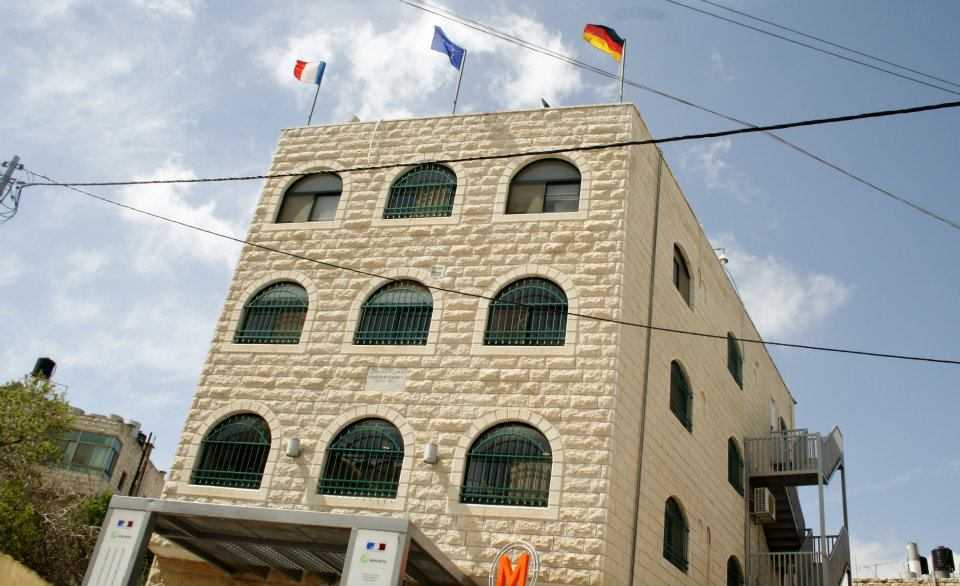
تم افتتاح المركز الثقافي الفرنسي الألماني في رام الله عام 2004.

افتتح المركز الثقافي الألماني الفرنسي في رام الله عام 2004، وهو نتيجة اندماج بين معهد جوته في الأراضي الفلسطينية والمعهد الفرنسي في القدس. يضم المركز مكتبة وسائط بثلاث لغات تضم أكثر من 10,000 كتاب بالإضافة إلى قاعة سينما. بالإضافة إلى ذلك، يفتتح المعهد معرضًا مختلفًا كل شهر، ولا سيما بالتعاون مع مدرسة الفنون الجميلة في فلسطين. كما يتم الاحتفال بمهرجان الموسيقى هناك سنويًا.

### الخليل
المعهد الفرنسي في القدس شريك مع جمعية الخليل فرنسا من التبادل الثقافي (AECHF) التي تأسست عام 1997.

### بيت لحم
تأسست جمعية الثقافة الفرنسية بيت لحم عام 2003، جمعية تطوعية فلسطينية غير ربحية. لديها مكتبة وسائط خاصة تضم ما يقرب من 2000 كتاب ومجلة بالإضافة إلى أكثر من 350 قرص DVD للاستعارة.

## وصلات خارجية
- الموقع الرسمي